# George Holland Sabine
George Holland Sabine (* 1880; † 18. Januar 1961) war Professor für Philosophie an der Cornell University im amerikanischen Bundesstaat New York. 
Sabine stieg bis zum Vizepräsidenten der Universität auf und war zeitweise Dekan der Philosophischen Fakultät Cornells. Seine wissenschaftliche Bedeutung liegt in seinem Hauptwerk "History of political Theory" aus dem Jahr 1937. Es handelt sich dabei um den ersten Überblick über die Geschichte der politischen Ideen. Damit hat Sabine die Politische Theorie und Philosophie, eine Teildisziplin der Politikwissenschaft, entscheidend beeinflusst.